# Bazylika kolegiacka św. Andrzeja Apostoła w Olkuszu
Bazylika kolegiacka św. Andrzeja Apostoła w Olkuszu – kościół halowy w Olkuszu, wybudowany w pierwszej połowie XIV wieku w stylu gotyckim.

## Historia
Farę miejską na miejscu wcześniejszego kościoła zbudowano w pierwszej połowie XIV wieku dzięki fundacji króla Kazimierza Wielkiego. Świątyni nadano formę hali z pięcioma przęsłami, trzema nawami i wydłużonym prezbiterium z płaskim zamknięciem. Ze współczesnych sobie realizacji architektonicznych kościół w Olkuszu przypomina oba kościoły w Lewoczy na Spiszu. Nie jest wykluczone, że prezbiterium powstało już w XIII wieku, co sugeruje skrzywienie jego osi wobec halowego korpusu.  
W XV wieku do południowej ściany dobudowano kaplicę św. Anny. Także w XV wieku dobudowano zakrystię i skarbiec od północy. W 1612 roku zbudowano od południa kruchtę (przedsionek), a w 1620 roku zbudowano manierystyczną kaplicę Amendziańską (Loretańską) fundacji zamożnego górnika Stanisława Amendy. W XVIII wieku obok kościoła zbudowano kaplicę świętego Jana Kantego. W 1864 roku spłonęły dzwonnica i częściowo kościół. W latach 1903–1913 zbudowano dzwonnicę w stylu neogotyckim wg projektu architekta Sławomira Odrzywolskiego. 
Siedziba Olkuskiej Kapituły Kolegiackiej od 2001 r. Od roku 2002 świątynia nosi tytuł bazyliki mniejszej.

## Wnętrze
- Ołtarz gotycki z 1485 roku zwany Poliptykiem Olkuskim - znajduje się w nawie północnej. Poliptyk składa się z pięciu części: na czterech skrzydłach namalowano szesnaście obrazów ze scenami z życia Marii i Chrystusa, a w części środkowej umieszczono rzeźbę Madonny z Dzieciątkiem z ok. 1480 r. Poliptyk namalowali krakowscy malarze Jan Wielki i Stanisław Stary[1][3].
- Ołtarz główny w stylu renesansowym
- Ambona z 1639 roku
- Malowidła ścienne z XIV wieku
- Renesansowe organy autorstwa Hansa Hummla z lat 1611–1624[3]. Są to jedne z najstarszych w Europie organów zachowane w stopniu bliskim oryginalnemu.  Osobny artykuł: Organy w bazylice św. Andrzeja w Olkuszu.
- Stalle manierystyczne z XVI wieku
- Chrzcielnica ołowiana z XVI wieku
- Krzyż Gwarków z XVII wieku, dar olkuskich górników
- Relikwiarz patrona świątyni, Andrzeja Apostoła.
- W górnej części ołtarza św. Jana Kantego znajduje się gloria – chmury z promieniami i aniołkami oraz tetragramem w pisowni masoreckiej.

## Festiwale
Odbywają się tu w październiku koncerty w ramach Międzynarodowych Olkuskich Dni Muzyki Organowej i Kameralnej, a także w lipcu Letni Festiwal Organowy. 

## Galeria

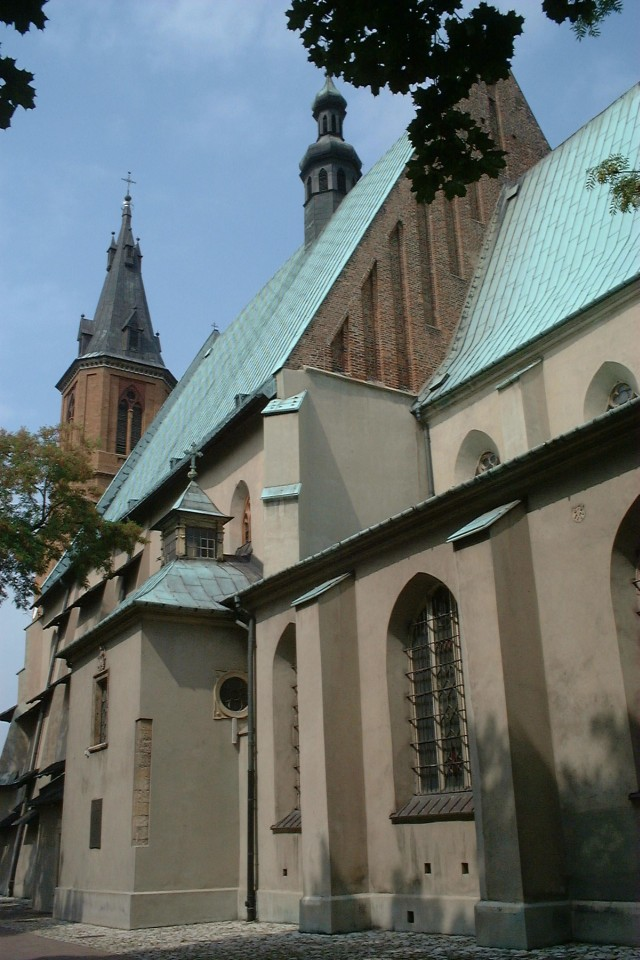
Widok od strony ul. Basztowej
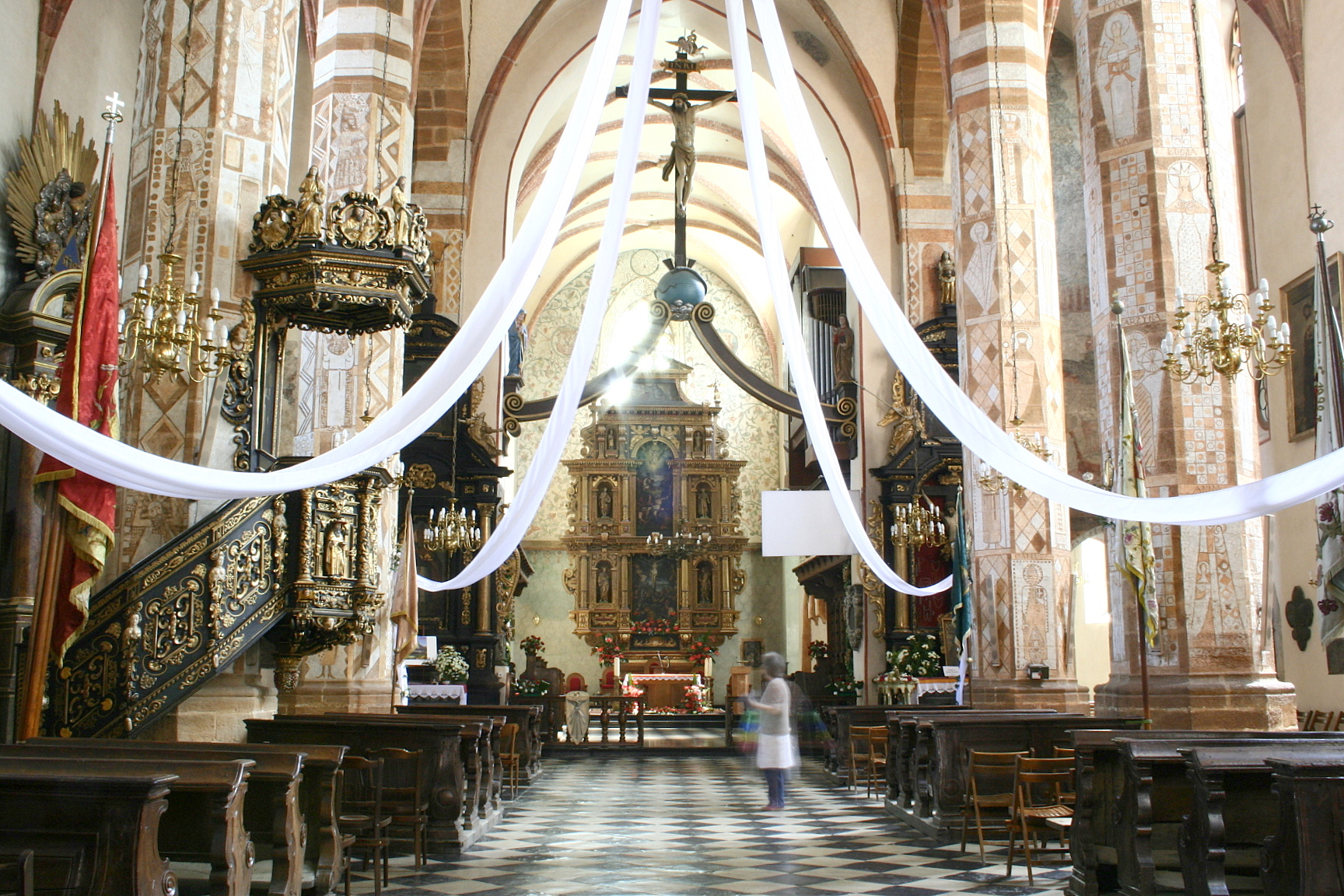
Ołtarz główny
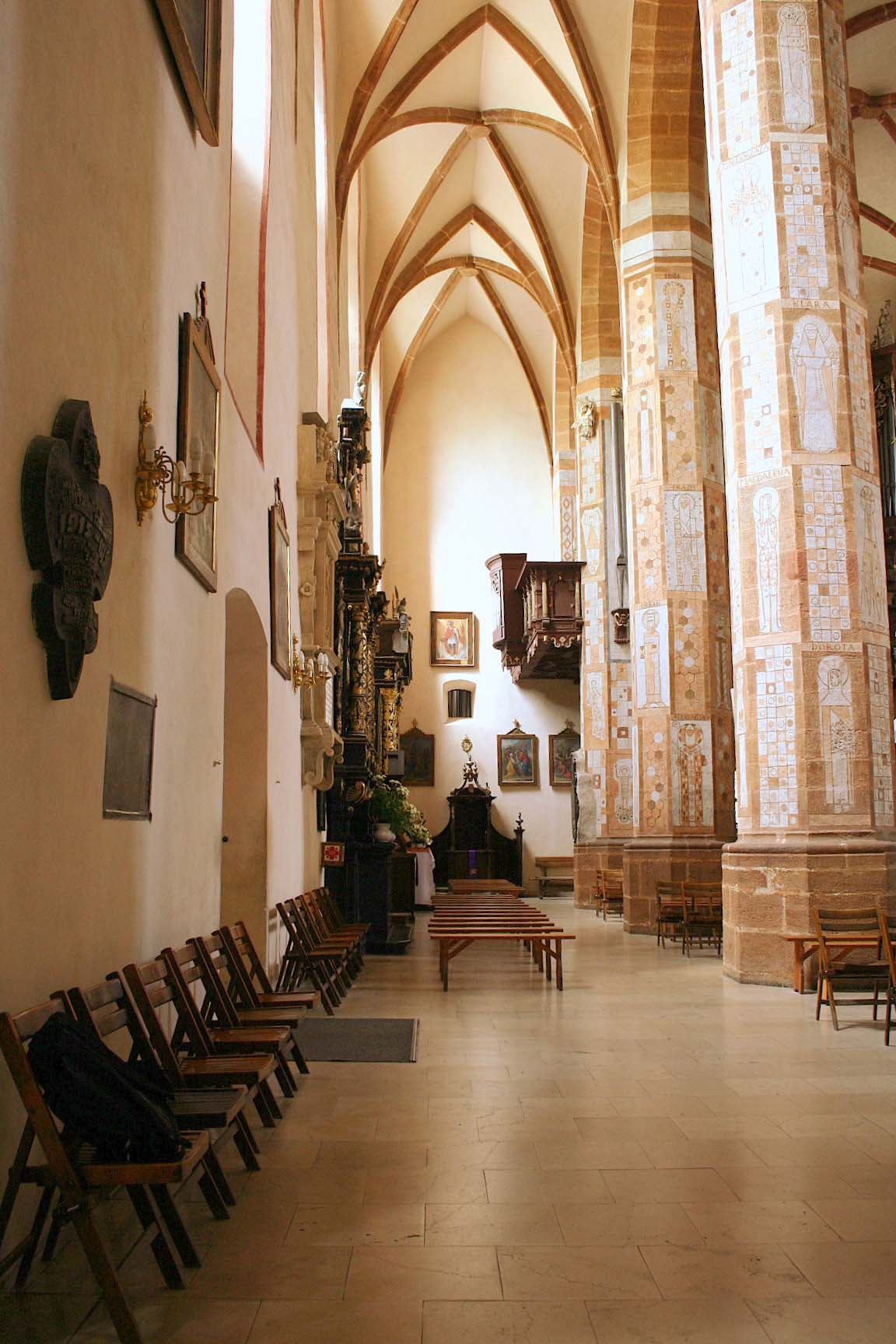
Nawa boczna
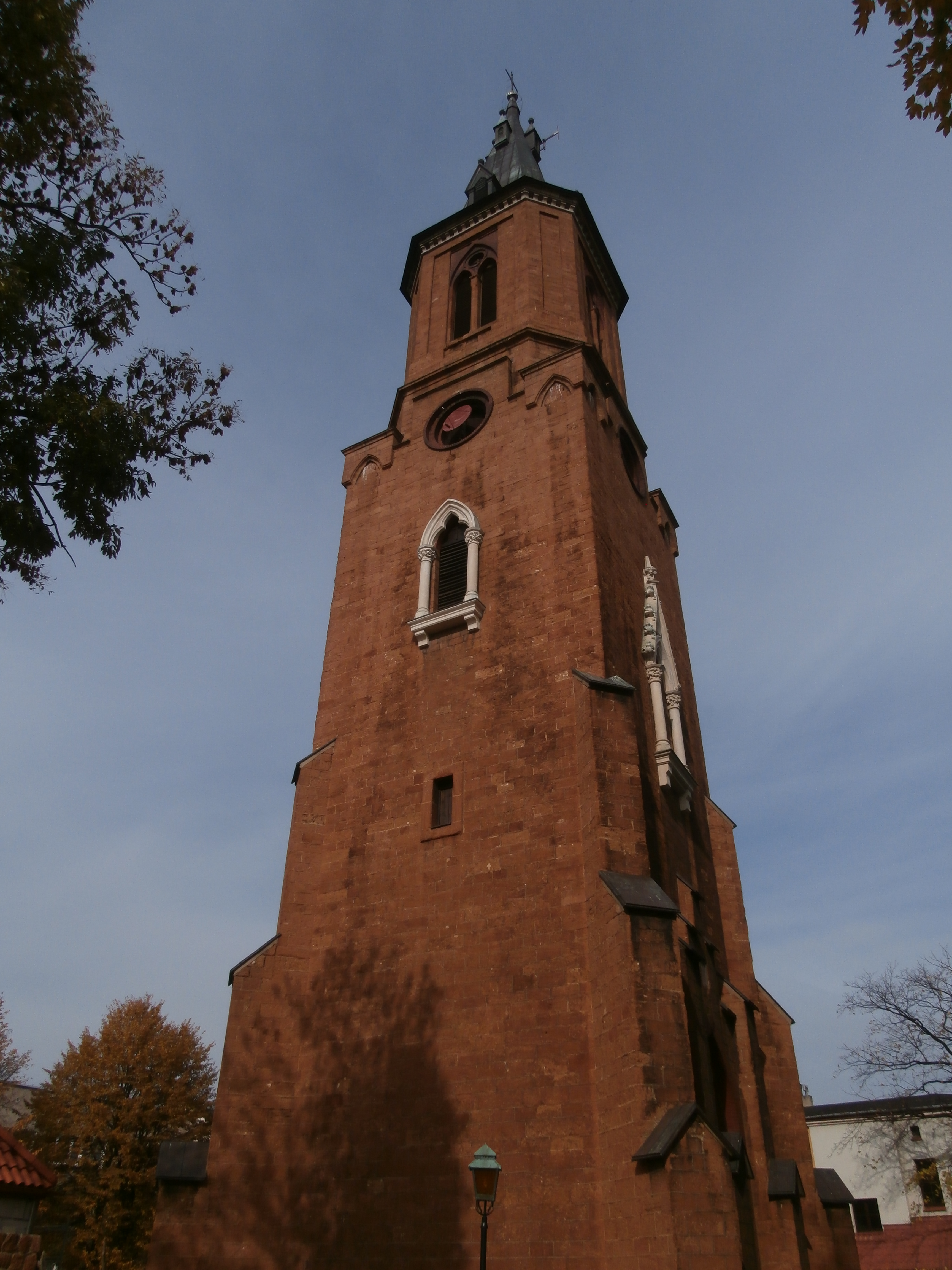
Wieża
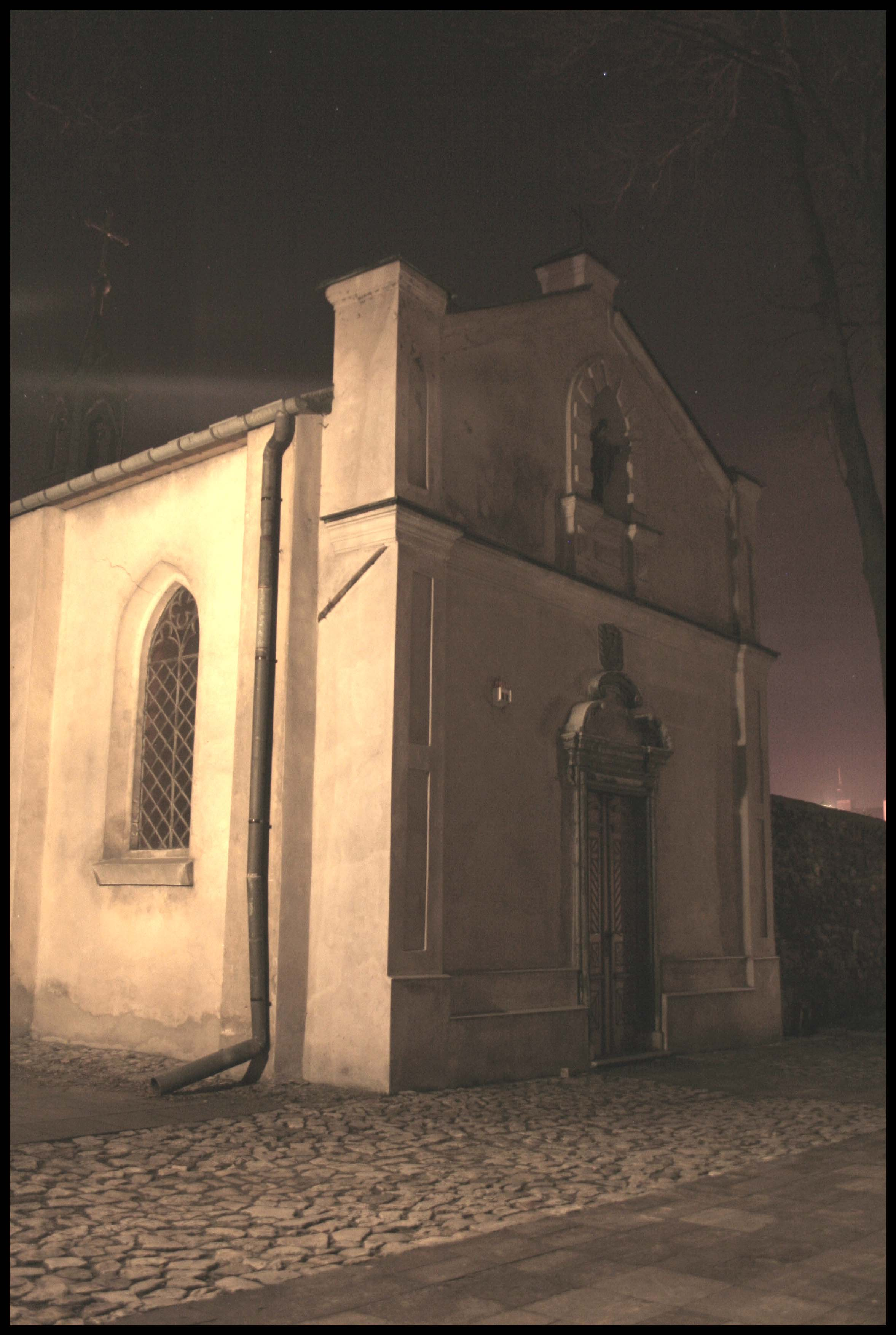
Kaplica św. Jana Kantego od zewnątrz...
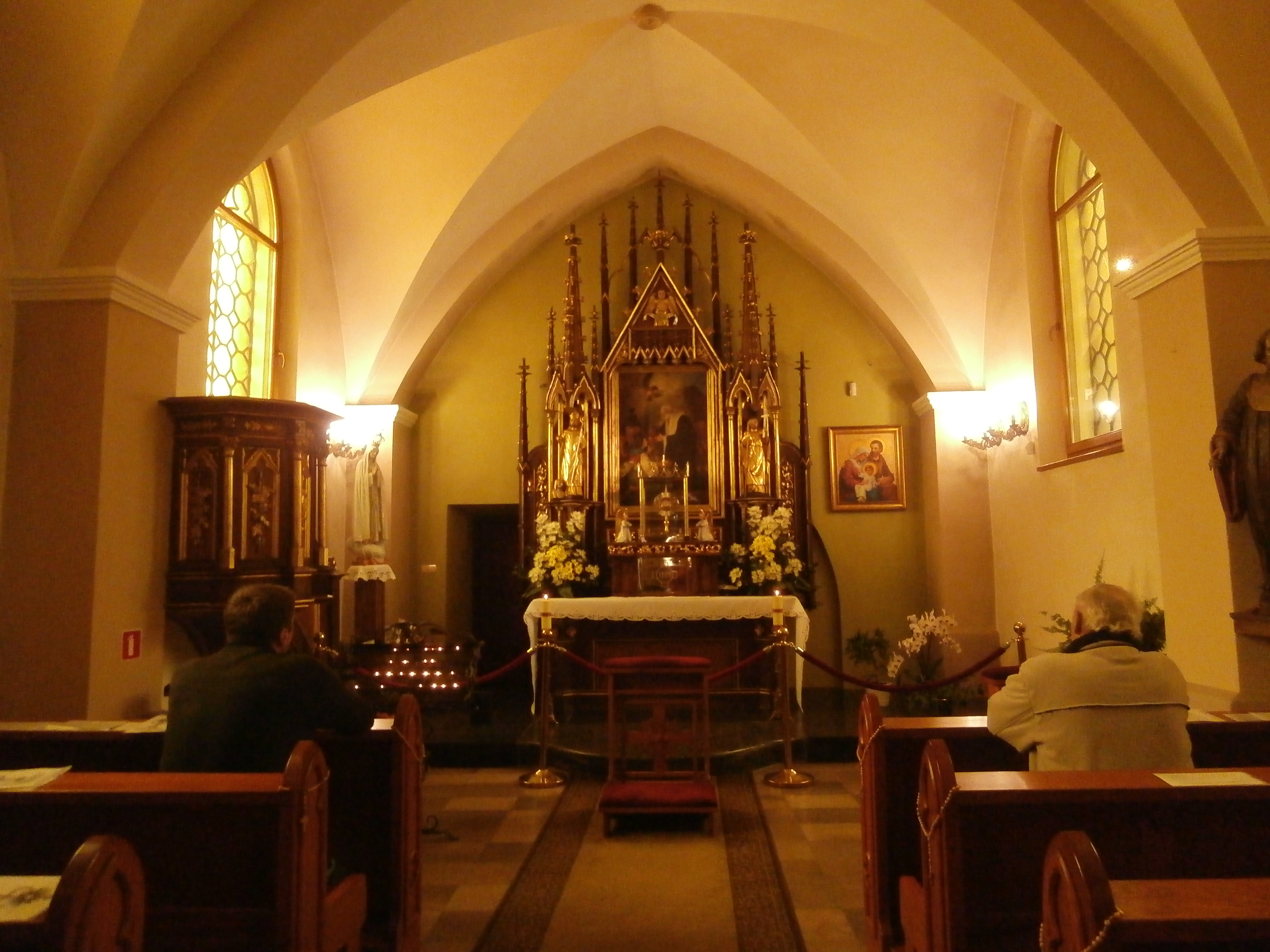
... i wnętrze kaplicy
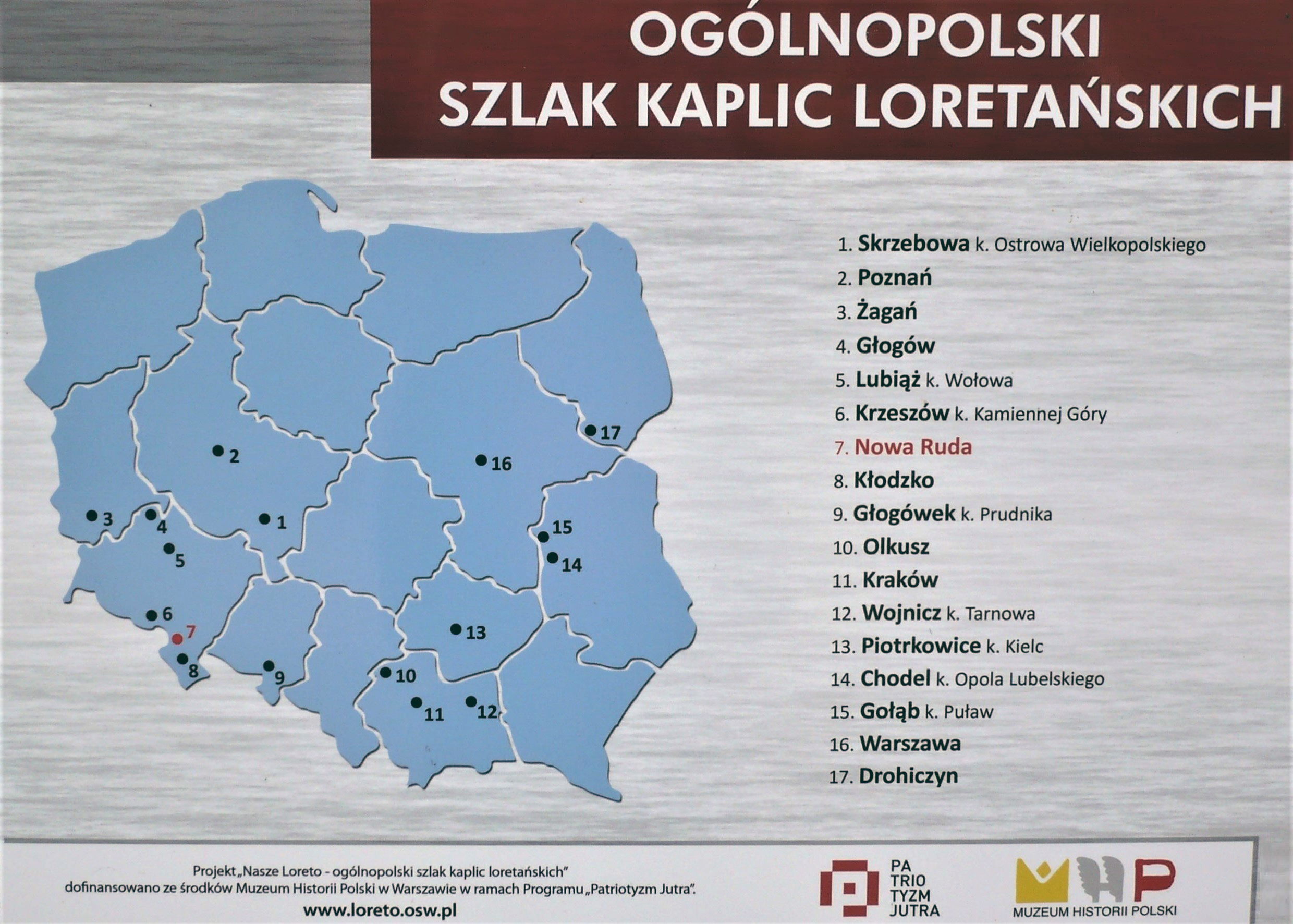
Ogólnopolski szlak kaplic loretańskich - tablica
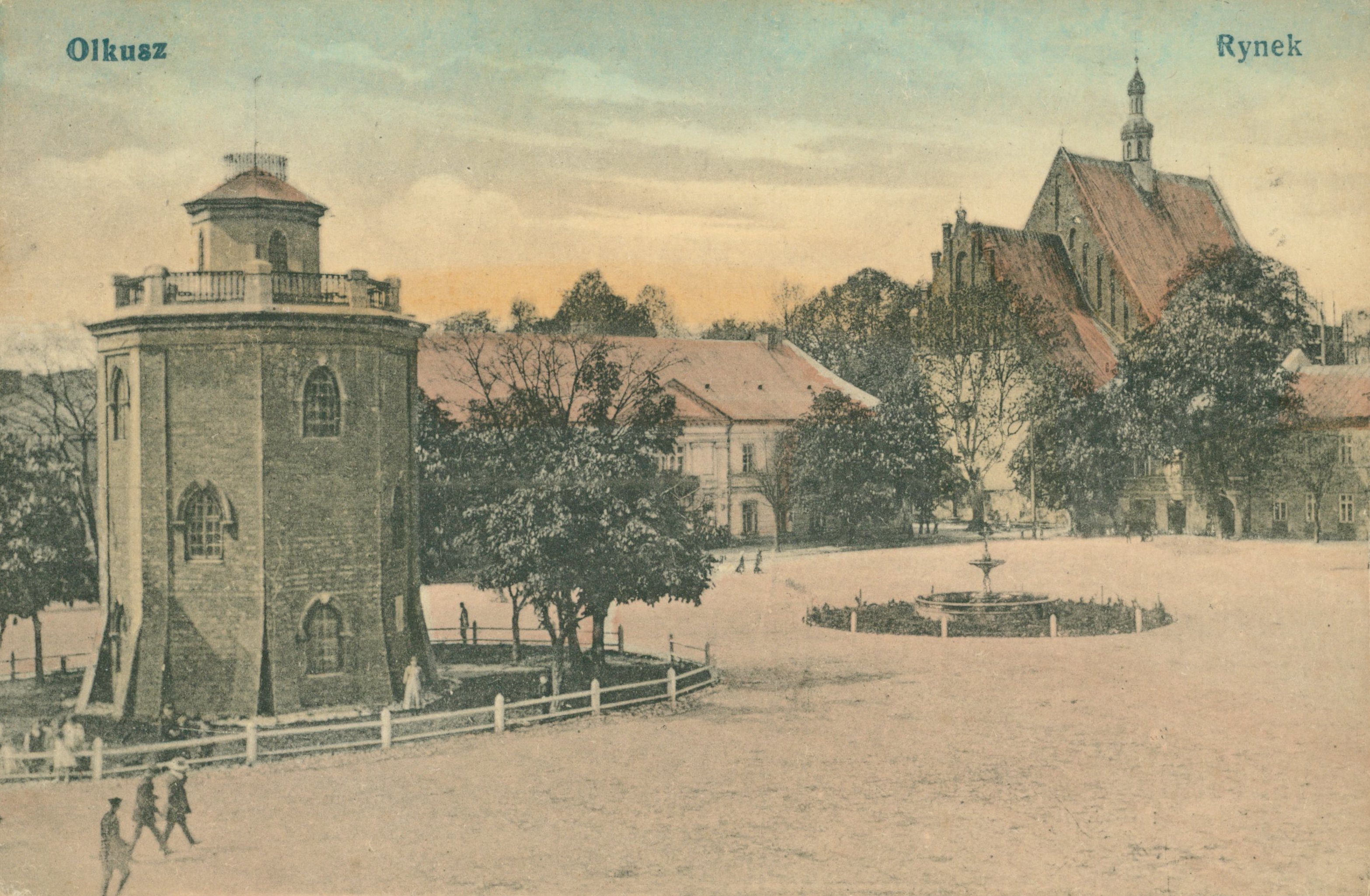
Kościół po 1905 (po prawej)
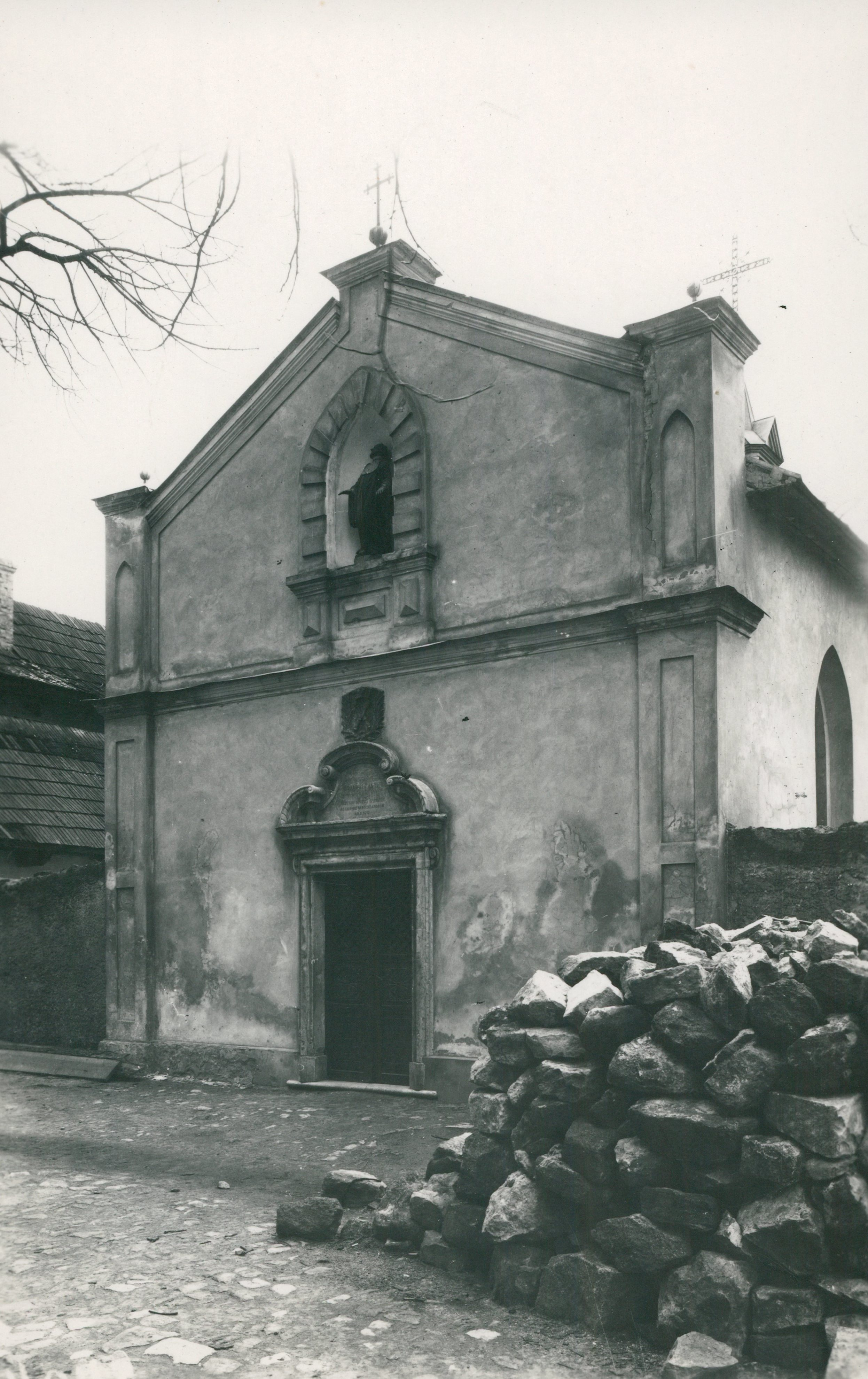
Kaplica około 1916